# Jonas Gradauskas
Jonas Gradauskas (* 5. Februar 1923 in Butkūnai, Wolost Jonava, jetzt Rajongemeinde Jonava; † 2. Januar 2018 in Vilnius) war ein litauischer Professor und Chirurg. Er war einer der Begründer der litauischen Kinderchirurgie.

## Leben
Ab 1947 absolvierte Jonas Gradauskas ein Diplomstudium an der Kauno valstybinis universitetas in Kaunas und promovierte 1966 in Medizin. Von 1950 bis 1957 arbeitete er im Militärkrankenhaus Vilnius und von 1958 bis 1966 am Klinischen Stadtkrankenhaus Vilnius in Antakalnis. Von 1964 bis 1990 war er Kinderchirurg am Gesundheitsministerium Litauens in Vilnius. Von 1966 bis 1994 lehrte er an der Medizinfakultät der Vilniaus universitetas, ab 1991 als Professor. Von 1978 bis 1990 arbeitete er im Republikzentrum für Kinderchirurgie am Kinderkrankenhaus Vilnius in Santariškės.
Sein Bruder war der Radiologe und Professor Liubomiras Gradauskas (1929–2012).

## Bibliografie
- Vaikų ūminiai chirurginiai susirgimai, 1973
- Kinder-Peritonitis // Vaikų peritonitas, 1986
- Kinderchirurgie // Vaikų chirurgija, 1989